# География на Джибути
Джибути е държава в северната част на Източна Африка, разположена покрай западния бряг на Аденския залив на Индийския океан. На югоизток Джибути граничи със Сомалия (дължина на границата – 58 km), на юг и запад – с Етиопия (343 km), а на север – с Еритрея (113 km). Общата дължина на сухоземните граници е 514 km. На изток територията на Джибути се мие от водите на Аденския залив на Индийския океан, като дължината на бреговата ивица е 314 km. Бреговата линия е слабо разчленена, като единственият залив е Таджура, вдаващ се на 75 km навътре в сушата. От североизток на югозапад Джибути се простира на 138 km, а ширината на страната е до 100 km. В тези си граници заема площ от 23 200 km². Населението към 1 януари 2020 г. е 92 800 души. Столица е град Джибути.
Територията на Джибути се простира между 10°55′ и 12°43′ с.ш. и между 41°46′ и 43°25′ и.д. Крайните точки на страната са следните:
- крайна северна точка – 12°43′ с.ш., на границата с Еритрея, на брега на протока Баб ел-Мандеб;
- крайна южна точка – 10°55′ с.ш., на границата с Етиопия;
- крайна западна точка – 41°46′ и.д., на границата с Етиопия;
- крайна източна точка – 43°25′ и.д., на брега на Аденския залив на Индийския океан.[2]

Релефът на страната е предимно планински, като планинските масиви се редуват с ниски лавови плата, с издигащи се в тях конуси на угаснали вулкани. Най-високата точка на Джибути е връх Муса Али (2028 m), издигащ се на север, на границите с Етиопия и Еритрея. В централната част на страната по паралела се простира обширно понижение, заето от залива Таджура и депресията на езерото Асал (-155 m под морското равнище). В страната се разработват находища на гипс, слюда, сол и сяра.
Климатът е тропичен, сух, със средни месечни температури от 27°С до 32°С (максимални до и над 40°С) и годишна сума на валежите от 100 до 400 mm. В страната няма постоянно течащи реки, а най-голямата временна река е Шейк Кайти, протичаща в южната част на страната и вливаща се в граничното с Етиопия сладководно езеро Абе (320* km²). В Асалската депресия е разположено соленото езеро Асал (54 km²).
Растителната покривка е полупустинна, тревисто-храстова. В планината на север виреят светли редки гори, а в оазисите – палми (дум, финикова). Животинският свят е представен от големи бозайници (антилопи, хиени, чакали и др.) и множество влечуги и насекоми.